# Arrampicata ai Giochi mondiali
| Arrampicata ai Giochi mondiali | Arrampicata ai Giochi mondiali |
| Specialità                     | Specialità                     |
| ------------------------------ | ------------------------------ |
| Difficoltà                     |                                |
| Velocità                       |                                |
| Edizione                       | Titoli                         |
| 2005                           | 4                              |
| 2009                           | 4                              |
| 2013                           | 4                              |

L'arrampicata è stata introdotta ai Giochi mondiali a partire da Duisburg 2005 ed è stata riconfermata come sport ufficiale per l'edizione successiva.

## Specialità lead

### Uomini
| Edizione | Oro                      | Argento                       | Bronzo            |
| -------- | ------------------------ | ----------------------------- | ----------------- |
| 2005     | Patxi Usobiaga           | Alexandre Chabot Tomás Mrázek |                   |
| 2009     | Sachi Amma               | Patxi Usobiaga                | Romain Desgranges |
| 2013     | Ramón Julián Puigblanque | Jakob Schubert                | Magnus Midtboe    |

### Donne
| Edizione | Oro           | Argento       | Bronzo               |
| -------- | ------------- | ------------- | -------------------- |
| 2005     | Angela Eiter  | Natalija Gros | Marietta Uhden       |
| 2009     | Maja Vidmar   | Jain Kim      | Caroline Ciavaldini  |
| 2013     | Mina Markovic | Jain Kim      | Dinara Fakhritdinova |

## Specialità velocità

### Uomini
| Edizione | Oro                   | Argento               | Bronzo                |
| -------- | --------------------- | --------------------- | --------------------- |
| 2005     | Alexander Peshekhonov | Sergej Sinicyn        | Evgenij Vajcechovskij |
| 2009     | Qixin Zhong           | Evgenij Vajcechovskij | Maksym Styenkovyy     |
| 2013     | Dmitrii Timofeev      | Stanislav Kokorin     | Qixin Zhong           |

### Donne
| Edizione | Oro               | Argento          | Bronzo         |
| -------- | ----------------- | ---------------- | -------------- |
| 2005     | Anna Stenkovaya   | Olena Ryepko     | Tatiana Ruyga  |
| 2009     | Cuilian He        | Cuifang He       | Olga Morozkina |
| 2013     | Alina Gaidamakina | Mariia Krasavina | Iuliia Kaplina |